# Jarocin (Basses-Carpates)
Pour les articles homonymes, voir Jarocin (homonymie).
Jarocin est une localité polonaise, siège de la gmina de Jarocin, située dans le powiat de Nisko en voïvodie des Basses-Carpates.